# Коалиция академических ресурсов и научных изданий
SPARC (Scholarly Publishing and Academic Resources Coalition, Коалиция научных изданий и академических ресурсов) — организация библиотечных сообществ, выступающая за расширение свободного доступа к знаниям. Коалиция убеждена, что быстрое и всеобъемлющее распространение открытого доступа к научным материалам будет способствовать более эффективному процессу обучения, развитию науки и увеличит количество инвестиций. SPARC поддержало сообщество из 800 научных академических библиотек по всему миру.